# Grabina (powiat warszawski zachodni)
Grabina – wieś w Polsce położona w województwie mazowieckim, w powiecie warszawskim zachodnim, w gminie Leszno.
Wieś wchodzi w skład sołectwa Łubiec.
W latach 1975–1998 miejscowość należała administracyjnie do województwa warszawskiego.